# Llanura aluvial del Misisipi

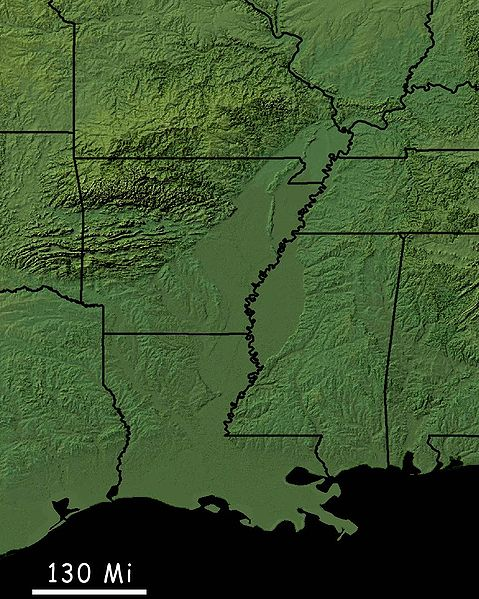
Mapa topográfico de la llanura aluvial del Misisipi

Llanura aluvial

La llanura aluvial del río Misisipi es una llanura aluvial creada por el río Misisipi en la que se encuentran partes de siete estados de los Estados Unidos, desde el sur de Luisiana hasta el sur de Illinois (pasando por Misuri, Kentucky, Tennessee, Arkansas, y Misisipi).
La llanura se divide en dos áreas: el delta del río Misisipi en la mitad sur de Luisiana y el embahiamiento superior del Misisipi que se extiende desde el centro de Luisiana hasta Illinois.
El término "embahiamiento de Misisipi" a veces se usa de manera más restringida para referirse a su sección en el lado occidental del río, que atraviesa el este de Arkansas, el sureste de Misuri, el extremo occidental de Tennessee (ribera oriental del río), el extremo occidental de Kentucky (ribera oriental del río) y el extremo sur de Illinois, y excluyendo el noroeste de Misisipi, donde la llanura aluvial se conoce como el Región del Delta del Misisipi. Este embahiamiento se considera una extensión septentrional de la llanura costera del Golfo de México,y consta de un sistema acuífero  que incluye diversas unidades hidrogeológicas: el acuífero aluvial del valle del río Misisipi, la unidad de confinamiento de Vicksburg-Jackson, el acuífero de Claiborne superior, la unidad de confinamiento de Claiborne medio, el acuífero de Claiborne medio, la unidad de confinamiento de Claiborne inferior, el acuífero de Claiborne inferior, el acuífero medio de Wilcox, el acuífero inferior de Wilcox y la unidad de confinamiento de Midway.
Es la ecorregión más grande de Luisiana, con una cobertura de 12 350 millas cuadradas (31 986,5 km²), e incluyendo toda la llanura aluvial histórica del río Misisipi.